# Deens-Zweedse Oorlog (1657-1658)
De Deens-Zweedse Oorlog van 1657-1658 was een strijd tussen Zweden en Denemarken-Noorwegen. Vanaf 1655 was Karel X, koning van Zweden, in oorlog tegen Polen-Litouwen, waarop Frederik III van Denemarken in 1657 zijn kans schoon zag om zijn bij de Vrede van Brömsebro verloren gebieden terug te veroveren en viel Zweden aan. Het uitbreken van deze oorlog gaf Karel X een excuus om zich terug te trekken uit de Poolse campagne en zich op Denemarken te richten.
Door de zeer koude winter moest de Deense vloot in de haven blijven; de Grote en Kleine Belt waren bevroren. Nadat Zweedse troepen Jutland vanuit het zuiden waren binnengetrokken, marcheerde ook nog een troepenmacht van 7000 man over de bevroren Kleine Belt op 30 januari 1658. Het leger wist Funen en Langeland in slechts enkele dagen te veroveren. Het Zweedse leger rukte verder op naar Seeland en bedreigde de Deense hoofdstad Kopenhagen. De snelle Zweedse opmars over de bevroren Belten kwam totaal onverwacht. Frederik III moest zich op 26 februari 1658 overgegeven en tekende de Vrede van Roskilde.
Zweden had zijn meest prestigieuze overwinning behaald, terwijl Denemarken een zeer kostbare nederlaag leed. Denemarken moest Skåne, Blekinge, Halland, Bohuslän, het eiland Bornholm en Trøndelag afstaan. Halland was al onder Zweedse controle geweest na de Vrede van Brömsebro uit 1645, maar kwam nu blijvend onder Zweedse heerschappij.
Lijflandse Oorlog (1558-1583) · Zevenjarige Oorlog (1563-1570) · Kalmaroorlog (1611-1613) · Deens-Zweedse Oorlog (1643-1645)

Noordse Oorlog (1655-1660): Pools-Zweedse Oorlog (1655-1660) · Russisch-Zweedse Oorlog (1656-1658) · Deens-Zweedse Oorlog (1657-1658) · Zweeds-Nederlandse Oorlog (1658-1660)

Schoonse Oorlog (1675-1679) · Grote Noordse Oorlog (1700-1721)
Zweedse Onafhankelijkheidsoorlog (1521-1524) · Zevenjarige Oorlog (1563-1570) · Kalmaroorlog (1611-1613) · Deens-Zweedse Oorlog (1643-1645) · Noordse Oorlog (1655-1660) · Schoonse Oorlog (1674-1679) · Noordse Oorlogen: Deens-Zweedse Oorlog (1657-1658) & Zweeds-Nederlandse Oorlog (1658-1660) · Grote Noordse Oorlog (1700-1721) · Russisch-Zweedse Oorlog (1788-1790) · Finse Oorlog (1808-1809)